# Koungheul
Koungheul – miasto w Senegalu, w regionie Kaolack. Według danych szacunkowych na rok 2007 liczy 15 190 mieszkańców. Miasto jest jednym z przystanków na trasie kolei łączącej Dakar z Bamako w Mali.